# Robert Kobliashvili
Robert Kobliashvili –en georgiano: რობერტ კობლიაშვილი– (Norio, 6 de diciembre de 1993) es un deportista georgiano que compite en lucha grecorromana.
Ganó dos medallas de bronce en el Campeonato Mundial de Lucha, en los años 2017 y 2018, y tres medallas en el Campeonato Europeo de Lucha entre los años 2016 y 2022.

## Palmarés internacional
| Campeonato Mundial | Campeonato Mundial | Campeonato Mundial | Campeonato Mundial |
| Año                | Lugar              | Medalla            | Categoría          |
| ------------------ | ------------------ | ------------------ | ------------------ |
| 2017               | París (Francia)    | Medalla de bronce  | 85 kg              |
| 2018               | Budapest (Hungría) | Medalla de bronce  | 87 kg              |
| Campeonato Europeo |                    |                    |                    |
| Año                | Lugar              | Medalla            | Categoría          |
| 2016               | Riga (Letonia)     | Medalla de plata   | 85 kg              |
| 2018               | Kaspisk (Rusia)    | Medalla de oro     | 87 kg              |
| 2022               | Budapest (Hungría) | Medalla de bronce  | 87 kg              |